# Żelazna Rządowa
Żelazna Rządowa (prononciation : [ʐɛˈlazna ʐɔnˈdɔva]) est un village polonais de la gmina de Jednorożec dans le powiat de Przasnysz de la voïvodie de Mazovie dans le centre-est de la Pologne.
Il se situe à environ 11 km au nord-est de Jednorożec (siège de la gmina), 29 km au nord-est de Przasnysz (siège du powiat) et à 113 km au nord de Varsovie (capitale de la Pologne).

## Histoire
De 1975 à 1998, le village appartenait administrativement à la voïvodie d'Ostrołęka.